# ニコラ・アバニャーノ

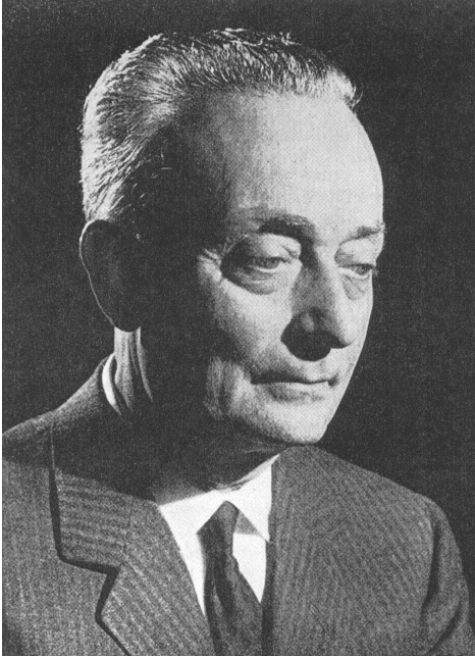
ニコラ・アバニャーノ

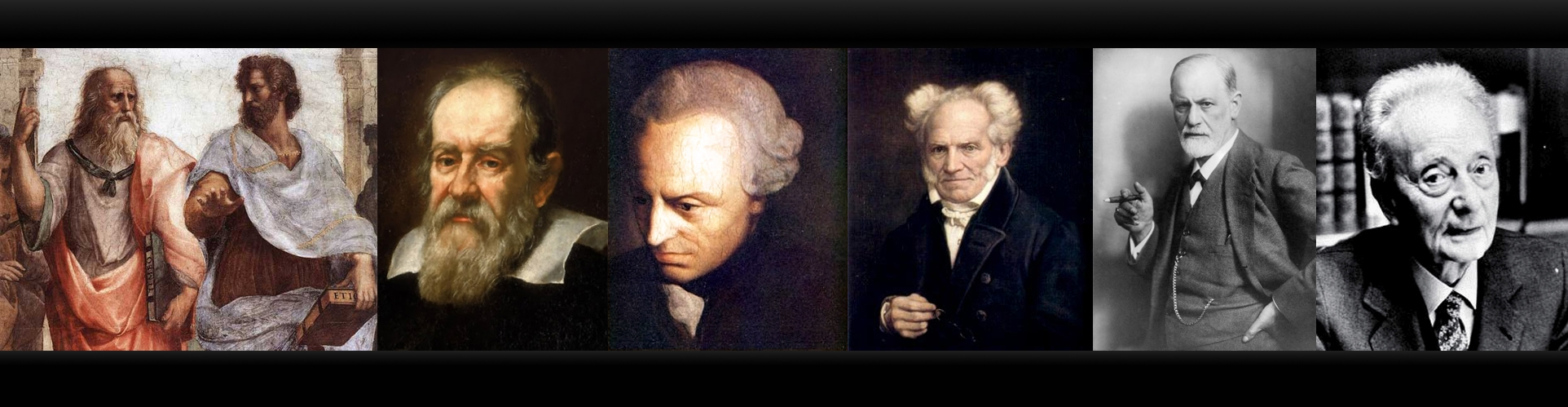
左からプラトン、アリストテレス、ガリレオ、カント、ショーペンハウアー、フロイト、アバニャーノ

ニコラ・アバニャーノ（Nicola Abagnano、1901年7月15日 - 1990年9月9日）は、イタリアの哲学者、イタリア実存主義哲学の代表者。トリノ大学教授。サレルノ出身。

## 概要
ナポリ大学在学中からベネデット・クローチェ、ジョヴァンニ・ジェンティーレに代表される新ヘーゲル主義の超克を企て、「可能性の哲学」として現象学、実存主義に目を向ける。
現代イギリス、アメリカの経験論的哲学にも興味を示す。
1990年9月9日にミラノで亡くなる。

## 主著
- 『哲学的思惟における非合理的要素の必要』 Le sorgenti irrazionali del pensiero 1923年
- 『実存の構造』 La struttura dell'esistenza 1939年
- 『実証的実存主義』 Esistenzialismo positivo 1948年

ほか